# マイケル・J・ポラード
マイケル・J・ポラード（Michael J. Pollard, 本名：Michael John Pollack, Jr., 1939年5月30日 - 2019年11月20日）は、アメリカ合衆国の俳優。
ニュージャージー州パセーイク出身。両親ともポーランド系。アクターズ・スタジオに学んだ。
1967年の映画『俺たちに明日はない』で、ボニーとクライドの仲間になる青年を演じて、英国アカデミー賞新人賞をボニーを演じたフェイ・ダナウェイ（最優秀新人賞）と共に受賞するなど高い評価を受け、大きな注目を浴びた。主に脇役での出演が多い。
マイケル・J・フォックスは彼を尊敬していた事から、芸名のミドルネームを“J”のイニシャルにした。

## 主な出演作品
- 青年 Hemingway's Adventures of a Young Man (1962)
- 七月の女 The Stripper (1963)
- 夏の魔術 Summer Magic (1963)
- ワイルド・エンジェル The Wild Angels (1966)
- おしゃれスパイ危機連発 Caprice (1967)
- 俺たちに明日はない Bonnie and Clyde (1967)
- 脱走山脈 Hannibal Brooks (1969)
- お前と俺 Little Fauss and Big Halsy (1970)
- 華麗なる対決 Les pétroleuses (1971)
- 荒野の処刑 I quattro dell'apocalisse (1975)
- メルビンとハワード Melvin and Howard (1980)
- 愛しのロクサーヌ Roxanne (1987)
- アメリカン・ゴシック（英語版） American Gothic (1988)
- 3人のゴースト Scrooged (1989)
- 悪魔の事件簿 Night Visitor (1989)
- パトリック・スウェイジ/復讐は我が胸に Next of Kin (1989)
- Sleepaway Camp III: Teenage Wasteland Sleepaway Camp III: Teenage Wasteland (1989)
- デッドフォール Tango & Cash (1989)
- ホワイ・ミー? Why Me? (1990)
- ダークエンジェル I Come in Peace (1990)
- ディック・トレイシー Dick Tracy (1990)
- サギ師とウソつき患者（ひと嘘ツイたら億万長者!?） Another You (1991)
- スプリット・セカンド Split Second (1992)
- アリゾナ・ドリーム Arizona Dream (1993)
- マッド・ドッグス Mad Dog Time (1996)
- マーダー・ライド・ショー House of 1000 Corpses (2001)